# Алас (народ)
Ала́с — народ в Индонезии, населяющий провинцию Северная Суматра, численность составляет 50 тысяч человек. Говорят на языке алас-клуэт батакской группы раннесуматранской ветви западнозондских языков, также распространён индонезийский язык. Исповедуемая религия — ислам (суннизм), но сохраняются пережитки традиционных культов, схожих с батакскими. Основные занятия — выращивание риса, кукурузы, сахарного тростника, гевеи и кофе, разведение крупного рогатого скота и мелких пород лошадей, сбор ротанга, ароматических смол. Характерны танцевальное и музыкальное искусство, традиционные зонты паюнг месикхат, используемые для различных церемоний.